# 索谢
索谢（法語：Sauchay，法語發音：[soʃɛ]）是法国滨海塞纳省的一个市镇，属于迪耶普区。

## 地理
索谢（49°55'21"N, 1°12'6"E）面积5.74 平方千米，位于法国诺曼底大区滨海塞纳省，该省份为法国北部沿海省份，其西部及北部濒大西洋英吉利海峡，东起顺时针与索姆省、瓦兹省、厄尔省和卡爾瓦多斯省接壤。
与索谢接壤的市镇（或旧市镇、城区）包括：昂库尔、贝朗格勒维尔、珀蒂科。

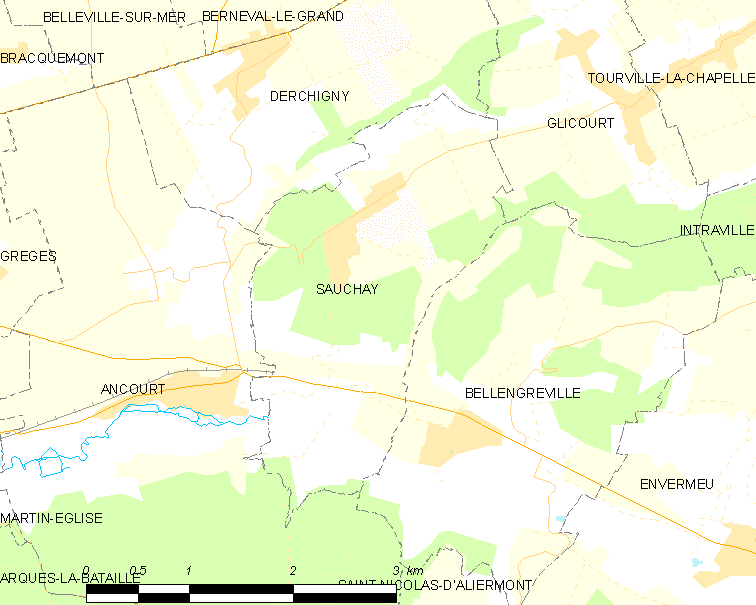
索谢的OSM定位图

索谢的时区为UTC+01:00、UTC+02:00（夏令时）。

## 行政
索谢的邮政编码为76630，INSEE市镇编码为76665。

## 政治
索谢所属的省级选区为迪耶普第二县。

## 人口

1962-2008年间索谢人口变化图示

索谢于2022年1月1日时的人口数量为448人。